# Hai tan de yi tian
Hai tan de yi tian (cinese: 海灘的一天), conosciuto anche col titolo internazionale di That Day, on the Beach, è un film taiwanese del 1983 diretto da Edward Yang, al suo primo lungometraggio.
Il film, considerato da molti il primo del Nuovo Cinema taiwanese, è una riflessione sul tempo, sul ricordo e sull'incisione che questi segnano nel cambiamento dell'uomo all'interno della società in divenire.

## Trama
Due amiche non si vedono da molti anni. Il tour pianistico di una di loro, tornata nuovamente in patria per un concerto, offre loro l'occasione di incontrarsi. Jia-Li racconterà all'amica le principali vicende che riguardano la sua vita, il suo matrimonio, la famiglia e gli amici comuni.